# Reichstag zu Worms (789)
Der Reichstag zu Worms im Jahr 789 ist eine in der Literatur angenommene Reichsversammlung in Worms. Belegt ist ein langer Aufenthalt des Königs und ein Treffen der wichtigsten Mitglieder der karolingischen Herrscherfamilie.

## Ereignisse
König Karl (der Große) hielt sich zum Jahresende, spätestens ab Weihnachten 789 und weiter fast das gesamte Jahr 790 in Worms auf, da er in dieser Zeit keinen Kriegszug führte. Der Aufenthalt wurde nur von einer Reise den Main aufwärts zur – wohl neu erbauten – Königspfalz Saltz (bei Bad Neustadt an der Saale) unterbrochen. In Worms empfing er eine Gesandtschaft der „Hunnen“ (Awaren).
In der Literatur findet sich die Angabe, dass während dieses langen Aufenthaltes in Worms 790 dort eine Reichsversammlung stattfand. Die Annales mosellani führen diese Reichsversammlung allerdings unter dem Jahr 789 auf. Danach trafen sich in Worms König Karl, seine Söhne, König Pippin von Italien und König Ludwig von Aquitanien. Vermutet wird weiter, dass auch Königin Fastrada, Prinz Karl (der Jüngere) und die Töchter König Karls (des Großen) in Worms anwesend waren. Ob aus diesem „Familientreffen“ eine Reichsversammlung abzuleiten ist, bleibt fraglich. Reichsversammlungen dienten in dieser Zeit vorrangig dazu, ein militärisches Aufgebot zu organisieren. Karl hielt sich aber gerade deshalb so lange in Worms auf, weil eben kein Feldzug anstand. 
Während des Winters 790/91 gab es einen Großbrand in der Königspfalz in Worms. König Karl verbrachte dann zwar auch Weihnachten, die Jahreswende und das folgende Ostern noch in Worms. Offensichtlich war es aber nicht mehr möglich, dort eine Reichsversammlung abzuhalten. Für mehrere Jahrzehnte fiel Worms als Veranstaltungsort für ein solches Großereignis aus. Erst unter Ludwig dem Frommen fand 829 hier wieder eine Reichsversammlung statt.